# Tipula (Sinotipula) rastristyla
Tipula (Sinotipula) rastristyla is een tweevleugelige uit de familie langpootmuggen (Tipulidae). De soort komt voor in het Nearctisch gebied.